# Consiliul Superior al Magistraturii (România)
Consiliul Superior al Magistraturii (CSM) este o instituție publică, ce îndeplinește rolul de garant al independenței justiției.  
Consiliul este instituția competentă în ceea ce privește recrutarea, promovarea, transferarea, detașarea, cercetarea disciplinară și eliberarea din funcție a judecătorilor și procurorilor.
Consiliul are o influență decisivă și asupra formării inițiale și continue a magistraților, prin coordonarea activității Institutului Național al Magistraturii (INM) și a Școlii Naționale de Grefieri. Toate aceste atribuții sunt astfel reglementate încât să permită CSM-ului să-și îndeplinească rolul care i-a fost conferit prin Constituție.

## Istoric
Consiliul Superior al Magistraturii s-a înființat în anul 1909, ca o instituție menită să funcționeze pe lângă Ministerul de Justiție, având atribuții consultative asupra confirmării, numirii și înaintării magistraților de orice grad, atribuții de a judeca infracțiunile magistraților inamovibili, săvârșite în îndeplinirea îndatoririlor profesionale, precum și alte atribuții date prin lege. În primii ani de funcționare, CSM a avut ca membri 3 judecători și un supleant de la Curtea de Casație, 2 judecători și un supleant de la Curtea de Apel București, inspectorul curților de apel sau, în lipsa lui, un al patrulea membru ales de Curtea de Casație privind probleme ce vizau Curtea de Casație și curțile de apel, un inspector al tribunalelor, desemnat de ministru, și un delegat al Ministerului de Justiție. Ministrul de justiție putea convoca Consiliul, ori de câte ori aprecia că era nevoie. 
Prin Legea pentru organizarea judecătorească din anul 1924 și cu modificările din anul 1925, au fost aduse completări referitoare la Consiliul Superior al Magistraturii, ce vizau componența, cvorumul necesar ședințelor și votului, respectiv modul de înlocuire a membrilor. De asemenea, s-a prevăzut ca funcția de secretar al CSM să fie îndeplinită de directorul general al personalului din cadrul Ministerului Justiției sau de către înlocuitorii săi. În anul 1952, Consiliul Superior al Magistraturii a fost desființat, dispozițiile privind Consiliul fiind abrogate.
După schimbarea de regim care a avut loc în anul 1989, instituția Consiliului Superior al Magistraturii și-a găsit din nou locul în spațiul public românesc, activității instituției fiindu-i consacrate două articole din Constituția din anul 1991.

## Funcționare

Stema CSM

Dispozițiile constituționale revizuite fixează numărul de membri ai CSM la 19, dintre care 14 sunt aleși în adunările generale ale magistraților și validați de Senat (9 judecători și 5 procurori), 2 sunt reprezentanți ai societății civile, specialiști în domeniul dreptului, iar ceilalți 3 sunt ministrul justiției, președintele Înaltei Curți de Casație și Justiție (ÎCCJ) și Procurorul general al Parchetului de pe lângă ÎCCJ. Durata mandatului membrilor CSM este de 6 ani, iar președintele este ales dintre cei 14 membri, pentru un mandat de un an, ce nu poate fi înnoit. Consiliul Superior al Magistraturii funcționează ca organ cu activitate permanentă. Hotărârile se iau în plen sau în secții, potrivit atribuțiilor ce revin acestora. Membrii CSM desfășoară o activitate permanentă. Președintele, vicepreședintele și ceilalți membri ai Consiliului își suspendă – pe durata mandatului din cadrul CSM – activitatea de judecător, respectiv de procuror. Mai exact, judecătorii și procurorii membri ai CSM nu vor mai putea participa la judecarea cauzelor în complete de judecată, respectiv la efectuarea actelor de urmărire penală.

## Statutul membrilor CSM
Durata mandatului membrilor aleși ai Consiliului Superior al Magistraturii este de  6 
ani, fără posibilitatea reînvestirii. Membrii Consiliului Superior al Magistraturii au calitatea de demnitar. Calitatea de reprezentant al societății civile ales membru al Consiliului Superior al Magistraturii este incompatibila cu calitatea de parlamentar, ales local, funcționar public, judecător sau procuror în activitate, notar public, avocat, consilier juridic sau executor judecătoresc în exercițiu. 
Calitatea de membru al Consiliului Superior al Magistraturii încetează, după caz, la expirarea mandatului, prin demisie, revocare din funcție, nerezolvarea stării de incompatibilitate în termen de 15 zile de la data alegerii ca membru al Consiliului Superior al Magistraturii, nerespectarea dispozițiilor art. 62 din Legea nr. 303/2004 privind statutul judecătorilor si procurorilor, imposibilitatea exercitării atribuțiilor pe o perioada mai mare de trei luni, precum și prin deces. În cazul adunării generale comune a Parchetului de pe lângă Înalta Curte de Casație si Justiție si a Parchetului Național Anticorupție decizia de revocare a reprezentantului acestor parchete se ia cu votul majorității procurorilor. În cadrul adunării generale votează și procurorii din structurile teritoriale ale acestor parchete. Decizia de revocare a reprezentantului Înaltei Curți de Casație si Justiție se ia cu votul majorității judecătorilor care fac parte din adunarea generală. Procedura de revocare poate fi declanșată de orice adunare generală de la nivelul instanțelor sau parchetelor pe care le reprezintă membrul Consiliului Superior al Magistraturii a cărui revocare se cere, precum si de organizațiile profesionale ale judecătorilor si procurorilor.

## Competențe
Consiliul Superior al Magistraturii apără corpul magistraților și membrii acestuia împotriva oricărui act de natură să aducă atingere independenței sau imparțialității magistratului, în înfăptuirea justiției, ori să creeze suspiciuni, cu privire la acestea. Consiliul Superior al Magistraturii apără reputația profesională a magistraților.
Magistratul care consideră că independența, imparțialitatea sau reputația profesională îi sunt afectate în orice mod, are posibilitatea de a se adresa Consiliului Superior al Magistraturii ce, după caz, poate dispune verificarea aspectelor semnalate, publicarea rezultatelor acesteia, sesizarea organului căruia îi revine competența de a decide asupra măsurilor care se impun, precum și orice altă măsură corespunzătoare, potrivit legii. Consiliul Superior al Magistraturii asigură respectarea legii și a criteriilor de competență și etică profesională, în desfășurarea carierei profesionale a magistraților. Atribuțiile Plenului Consiliului Superior al Magistraturii și ale secțiilor acestuia, referitoare la cariera magistraților, se exercită, cu respectarea dispozițiilor Legii privind statutul magistraților nr. 303/2004 și ale Legii privind organizarea judiciară nr. 304/2004.
Consiliul Superior al Magistraturii întocmește și păstrează dosarele profesionale ale magistraților, înființează o bază de date referitoare la activitatea lor și asigură actualizarea acesteia. Consiliul Superior al Magistraturii coordonează activitatea Institutului Național al Magistraturii și a Scolii Naționale de Grefieri.

## Atribuții
1. Atribuții plen
Plenul Consiliului Superior al Magistraturii are atribuții referitoare la cariera magistraților, la recrutarea, evaluarea, formarea și examenele magistraților, precum și la organizarea și funcționarea instanțelor și parchetelor. În acest sens, plenul CSM:
- propune Președintelui României numirea în funcție și eliberarea din funcție a judecătorilor și a procurorilor, cu excepția celor stagiari;[1]
- numește judecătorii stagiari și procurorii stagiari, pe baza rezultatelor obținute la examenul de absolvire a Institutului Național al Magistraturii;
- dispune promovarea judecătorilor și a procurorilor;
- stabilește tematica pentru concursul de admitere la INM, numește comisia de elaborare a subiectelor pentru admitere, aprobă programul de formare continuă a magistraților;
- aprobă măsurile pentru suplimentarea sau reducerea numărului de posturi pentru instanțe și parchete.

 2. Atribuții secții
Consiliul Superior al Magistraturii se întrunește săptămânal și, la nevoie, de mai multe ori pe săptămână, în cadrul celor două secții de procurori, respectiv judecători. În ședințele pe secții, CSM își exercită atribuții privind cariera judecătorilor și a procurorilor, precum și cele privind organizarea și funcționarea instanțelor și a parchetelor. Totodată, prin secțiile sale, CSM îndeplinește rolul de instanță de judecată în domeniul răspunderii disciplinare a magistraților, precum și pentru exercitarea funcției cu rea-credință, dacă fapta nu constituie infracțiune. În consecință, secțiile CSM se întrunesc pentru a hotărî asupra:
- delegării, detașării, transferului și suspendării magistraților;
- soluționării sesizărilor de la justițiabili privind conduita necorespunzătoare a magistraților;
- aprobării înființării și desființării secțiilor curților de apel și ale instanțelor din circumscripțiile acestora;
- încuviințării percheziției, reținerii sau arestării preventive a judecătorilor, procurorilor și a magistraților asistenți;

## Comisii de lucru
În cadrul CSM funcționează șase comisii de lucru, din care fac parte atât judecători cât și procurori. Acestea sunt:
- Comisia nr. 1 – Independența justiției și cooperarea interinstituțională
- Comisia nr. 2 – Consolidarea și eficientizarea instituțională a Consiliului Superior al Magistraturii
- Comisia nr. 3 – Eficientizarea activității și performanța judiciară a instanțelor și parchetelor
- Comisia nr. 4 – Transparență și integritate
- Comisia nr. 5 – Relația cu Uniunea Europeană
- Comisia nr. 6 – Parteneriatul cu societatea civilă

## Proiecte în lucru
- Proiectul inter-instituțional Vin Codurile ! pentru adaptarea Justiției românești la realitate intrării în vigoare a noilor coduri civile și penale cu componenta sa on-line, pe pagina de internet "iurispedia.ro"

## Rolul și structura art. 133 și art. 134 – Constituția României, republicată în 2003
Art. 133
- (1) Consiliul Superior al Magistraturii este garantul independenței justiției.
- (2) Consiliul Superior al Magistraturii este alcătuit din 19 membri, din care:
- a) 14 sunt aleși în adunările generale ale magistraților și validați de Senat; aceștia fac parte din doua secții, una pentru judecători și una pentru procurori; prima secție este compusă din 9 judecători, iar cea de-a doua din 5 procurori;
- b) 2 reprezentanți ai societății civile, specialiști în domeniul dreptului, care se bucură de înaltă reputație profesională și morală, aleși de Senat; aceștia participă numai la lucrările în plen;
- c) ministrul justiției, președintele Înaltei Curți de Casație și Justiție și procurorul general al Parchetului de pe lângă Înalta Curte de Casație și Justiție.
- (3) Președintele Consiliului Superior al Magistraturii este ales pentru un mandat de un an, ce nu poate fi reînnoit, dintre magistrații prevăzuți la alineatul (2) litera a).
- (4) Durata mandatului membrilor Consiliului Superior al Magistraturii este de 6 ani.
- (5) Hotărârile Consiliului Superior al Magistraturii se iau prin vot secret.
- (6) Președintele României prezidează lucrările Consiliului Superior al Magistraturii la care participă.
- (7) Hotărârile Consiliului Superior al Magistraturii sunt definitive și irevocabile, cu excepția celor prevăzute la articolul 134 alineatul (2).

Art.134
- (1) Consiliul Superior al Magistraturii propune Președintelui României numirea în funcție a judecătorilor și a procurorilor, cu excepția celor stagiari, în condițiile legii.
- (2) Consiliul Superior al Magistraturii îndeplinește rolul de instanță de judecată, prin secțiile sale, în domeniul răspunderii disciplinare a judecătorilor și a procurorilor, potrivit procedurii stabilite prin legea sa organică. În aceste situații, ministrul justiției, președintele Înaltei Curți de Casație și Justiție și procurorul general al Parchetului de pe lângă Înalta Curte de Casație și Justiție nu au drept de vot.
- (3) Hotărârile Consiliului Superior al Magistraturii în materie disciplinară pot fi atacate la Înalta Curte de Casație și Justiție.
- (4) Consiliul Superior al Magistraturii îndeplinește și alte atribuții stabilite prin legea sa organică, în realizarea rolului sau de garant al independentei justiției.

## Conducere
- Președinte: Lia Savonea, Judecător
- Vicepreședinte: Nicolae-Andrei Solomon, Procuror

### Membri aleși, cu activitate permanentă (judecători și procurori)
| - Gabriela Baltag, Judecător - Andrea-Annamaria Chiș, Judecător - Mariana Ghena, Judecător - Simona-Camelia Marcu, Judecător - Mihai-Bogdan Mateescu, Judecător - Evelina-Mirela Oprina, Judecător - Nicoleta-Margareta Țînț, Judecător | - Cristian-Mihai Ban, Procuror - Florin Deac, Procuror - Codruț Olaru, Procuror - Tatiana Toader, Procuror |

### Reprezentanți ai societății civile
- Teodor-Victor Alistar
- Romeu Chelariu

### Membri de drept (Președintele Î.C.C.J., Ministrul Justiției și Procurorul General al P.Î.C.C.J.)
- Corina Corbu
- Radu Marinescu
- Alex Florin Florența

## Critici
În ianuarie, 2016, Curtea Constituțională a decis că procesele de excludere din magistratură, practicate până atunci, erau incorecte, pentru că magistraților nu li s-a permis atacarea deciziei de excludere din magistratură, într-un proces distinct de cel în care se judecau abaterile disciplinare.

## Inspecția Judiciară de pe lângă CSM/Depunerea unei petiții la CSM
- Ghidul petiționarului la CSM[nefuncțională]
- Site-ul oficial al inspecției judiciare
- Organigrama Inspecției Judiciare (vechea organigramă, valabilă până pe 14.04.2011)